# Greg Norman
Gregory John Norman, mais conhecido como Greg Norman AO (Queensland, 10 de fevereiro de 1955) é um empresário e ex-golfista australiano que é atualmente presidente do tour LIV Golf. Foi durante 331 semanas, o número um do Ranking Mundial de Golfe entre as décadas de 1980 e 1990. Venceu noventa e um torneios internacionais, incluindo vinte torneios do circuito PGA e dois majors: Aberto Britânico, em 1986 e 1993.
Em 2001, Norman foi introduzido no Hall da Fama do Golfe Mundial.

## Primeiros anos e carreira

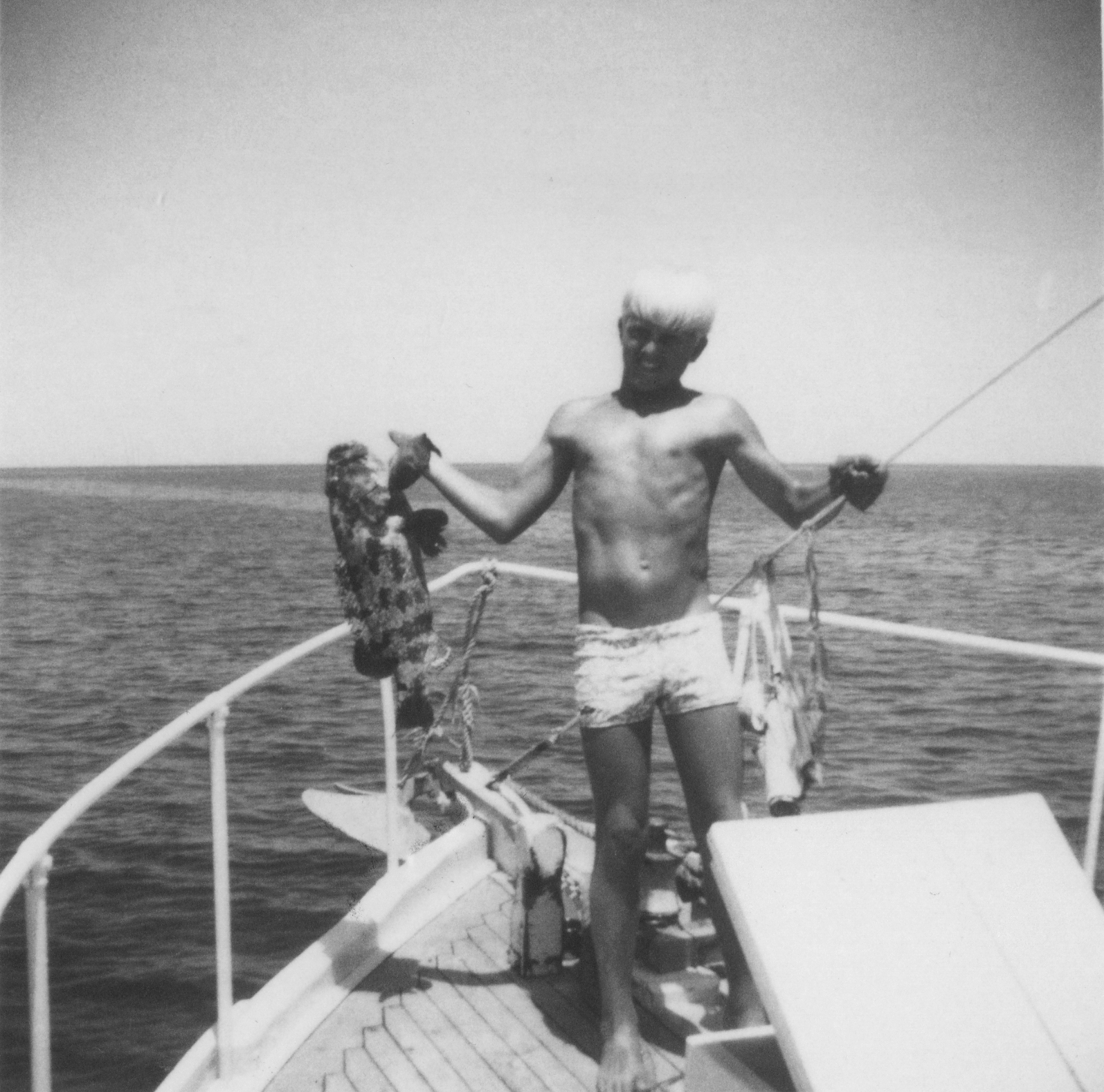
Norman em 1969, na Grande Barreira de Coral, Austrália.

Norman nasceu no Monte Isa, Queensland, na Austrália, filho de Merv e de Toini Norman. Sua mãe era de ascendência finlandesa; quando jovem jogou rugby e cricket. Seu pai era golfista e Norman começou a jogar golfe aos dezesseis anos. Sua carreira profissional começou no Royal Queensland Golf Club. Sua primeira vitória em torneio profissional foi conseguida em 1976, no West Lakes Classic em The Grange, Adelaide, Austrália.
Obteve então vários triunfos nos circuitos europeus e no circuito PGA, bem como The Players em 1994. Teve a chance de ganhar vários majors, mas na partida de desempate no Masters de 1987, Larry Mize deu uma tacada de 45 jardas que lhe deu a vitória. Em 1989 jogou no Aberto Britânico, mas acabou perdendo para Mark Calcavecchia na final do playoff. No Campeonato do PGA de 1993, Norman deu uma tacada de doze pés sobre a grama verde para sair vitorioso. No entanto, fracassou e perdeu a partida de desempate para Paul Azinger.
É um dos jogadores que disputou playoffs nas quatro majors da temporada, junto com Craig Wood. Talvez a pior derrota aconteceu no Masters em 1996, quando na última partida perdeu por uma diferença de seis tacadas para Nick Faldo. A ESPN, no âmbito de sua celebração de vinte e cinco anos de aniversário "ESPN25", nomeou a derrota de Norman no Masters como um dos três maiores infortúnios dos últimos vinte e cinco anos.
Em 1999, ainda era terceiro no Masters e sexto no Aberto Britânico, mas cada vez se dedicou mais as suas empresas e de projetar campos de golfe. Voltou a competir aos cinquenta anos, em fevereiro de 2005, e terminou na sexta posição do Aberto Britânico do mesmo ano. Sofreu lesões nos joelhos e nas costas e teve que ser operado do joelho em outubro de 2005 e em fevereiro de 2006. Suas empresas se chamam MacGregor Golf e Greg Norman Golf Course Design.
Norman obteve a Ordem do Mérito da Austrália do Circuito PGA em seis ocasiões: 1978, 1980, 1983, 1984, 1986 e 1988. Obteve a Ordem do Mérito do Circuito Europeu em 1982. Foi o primeiro na lista de ganhos do Circuito PGA em 1986, 1990 e 1995. Venceu o Troféu Vardon pela menor pontuação do Circuito PGA em três ocasiões: 1989, 1990 e 1994. Terminou como primeiro no ranking mundial oficial por sete vezes: em 1986, 1987, 1989, 1990, 1995, 1996 e 1997, e foi o segundo em 1988, 1993 e 1994.
Foi galardiado, em 1986, com o prêmio de personalidade esportiva do ano, concedido pela BBC. Obteve o prêmio novamente em 1993, igualando ao Muhammad Ali e Björn Borg como os únicos atletas que ganharam mais de uma vez (depois se juntou também Roger Federer). Ele também recebeu o prêmio Old Tom Morris em 2008.
Em maio de 2008, Norman jogou seu terceiro torneio do Aberto Britânico desde o seu retorno, aos cinquenta anos, e participou na 69.ª edição do Campeonato do PGA sênior no Oak Hill Country Club. Não havia disputado em nenhum torneio há vários anos e terminou em sexto lugar, atrás do vencedor Jay Haas. Naquele mesmo ano, casou-se com a lenda do tênis Chris Evert, que o incentivou a retornar ao Circuito dos Campeões. Pouco tempo depois e incentivado por sua esposa, disputou o Aberto Britânico e, depois de alguns dias nos holofotes de todos os jornalistas por ser o líder do torneio, no último dia fracassou e só poderia ser o terceiro. Para terminar entre os quatro primeiros participantes, ganhou um convite para participar do próximo Masters (de 2009).
Desde 2015, Norman é comentarista nas transmissões de golfe da rede de televisão FOX.

## Vida pessoal
Durante sua juventude, frequentou o ensino médio Aspley State, no norte de Brisbane, Queensland. Casou-se com Laura Andrassy, uma auxiliar de voo norte-americana, em 1 de julho de 1981. O casal teve dois filhos, Morgan Leigh e Gregorio. Gregorio estudou administração de empresas na Universidade de Miami e jogou com seu pai em uma equipe do Campeonato Habilidades ADT do ano de 2008, em Aventura, Flórida. A família vive em Hobe Sound, na Flórida.